# Joy Fawcett
Joy Lynn Fawcett (Huntington Beach, 8 de fevereiro 1968) é uma ex-futebolista estadunidense. Foi convocada para a Seleção de Futebol Feminino dos Estados Unidos da América em 1987 como membro fundadora da Women's United Soccer Association (WUSA).